# Joy Ezeilo
Joy Ngozi Ezeilo, nascuda Emekekwue (Enugu, 1966) és una advocada i activista pels drets humans nigeriana.
Va ser degana de la facultat de Dret de la Universitat de Nigèria i relatora sobre el tràfic de persones per les Nacions Unides del 2008 al 2011. A finals de la dècada del 1990 va fundar Women Aid Collective (WACOL), que en 25 anys ha donat allotjament i assistència jurídica a 60.000 nigerianes. Per ajudar les víctimes d'abusos va crear Tamar Sexual Assault Referral Center. També ha impulsat la West African Women's Rights Coalition (WAWORC). Va guanyar el Premi Nacional de Drets Humans a Nigèria l'any 2019 i va rebre el premi nacional Oficial de l'Orde del Níger (OON) pel seu activisme i contribució al desenvolupament humà. El 2022 era la vicepresidenta del capítol nigerià de la Xarxa de Lideratge de Dones Africanes (AWLN) i també membre del Panell d'Investigació Judicial de l'Estat d'Enugu sobre Brutalitat Policial i assassinats extrajudicials. Va ser premiada com una de les 100 dones més inspiradores del 2022 per la BBC.